# پائول فیگریدو
پائول فیگریدو (انگلیسی: Paulo Figueiredo؛ زادهٔ ۲۸ نوامبر ۱۹۷۲) یک بازیکن فوتبال اهل آنگولا است.